# Кардстон
Кардстон (англ. Cardston) — містечко в Канаді, у провінції Альберта, центр однойменного муніципального району.

## Населення
За даними перепису 2016 року, містечко нараховувало 3585 осіб, показавши зростання на 0,1%, порівняно з 2011-м роком. Середня густина населення становила 417,5 осіб/км².
З офіційних мов обидвома одночасно володіли 110 жителів, тільки англійською — 3 420, тільки французькою — 5, а 5 — жодною з них. Усього 135 осіб вважали рідною мовою не одну з офіційних, з них 35 — одну з корінних мов, а 5 — українську.
Працездатне населення становило 1 415 осіб (54,8% усього населення), рівень безробіття — 6,7% (6,6% серед чоловіків та 6,1% серед жінок). 84,1% осіб були найманими працівниками, а 14,1% — самозайнятими.
Середній дохід на особу становив $38 279 (медіана $27 755), при цьому для чоловіків — $47 282, а для жінок $30 090 (медіани — $36 992 та $22 507 відповідно).
31,5% мешканців мали закінчену шкільну освіту, не мали закінченої шкільної освіти — 13,5%, 54,7% мали післяшкільну освіту, з яких 31,4% мали диплом бакалавра, або вищий, 20 осіб мали вчений ступінь.
| Статево-вікова структура населення | Статево-вікова структура населення | Статево-вікова структура населення | Статево-вікова структура населення | Статево-вікова структура населення |
| ---------------------------------- | ---------------------------------- | ---------------------------------- | ---------------------------------- | ---------------------------------- |
|                                    |                                    |                                    |                                    |                                    |
| Всього                             | Всього                             | 47,6%52,4%                         |                                    |                                    |
| 0 — 14 років                       | 0 — 14 років                       |                                    | 22,9%                              | 22,9%                              |
| 15 — 64 років                      | 15 — 64 років                      |                                    | 51,6%                              | 51,6%                              |
| 65 і більше                        | 65 і більше                        |                                    | 25,5%                              | 25,5%                              |
| 85 і більше                        | 85 і більше                        |                                    | 5,3%                               | 5,3%                               |
| Середній вік (років)               | Середній вік (років)               | 39,544,5                           | 42,1                               | 42,1                               |
| Медіана (років)                    | Медіана (років)                    | 37,044,5                           | 41,3                               | 41,3                               |
| — чоловіки — жінки                 |                                    |                                    |                                    |                                    |

| Походження мешканців:     | Походження мешканців:     | Походження мешканців: | Походження мешканців: | Походження мешканців: |
| ------------------------- | ------------------------- | --------------------- | --------------------- | --------------------- |
| Походження                |                           |                       | осіб                  | %                     |
| Корінні американці        | Корінні американці        |                       | 515                   | 14.37%                |
| Інше північноамериканське | Інше північноамериканське |                       | 1 125                 | 31.38%                |
| Європейське               | Європейське               |                       | 2 805                 | 78.24%                |
| британське                | британське                |                       | 2 570                 | 71.69%                |
| французьке                | французьке                |                       | 185                   | 5.16%                 |
| українське                | українське                |                       | 90                    | 2.51%                 |
| Латинськоамериканське     | Латинськоамериканське     |                       | 45                    | 1.26%                 |
| Азійське                  | Азійське                  |                       | 90                    | 2.51%                 |
| Океанійське               | Океанійське               |                       | 25                    | 0.7%                  |

| Зайнятість населення за галузями (за класифікацією NOC): | Зайнятість населення за галузями (за класифікацією NOC): | Зайнятість населення за галузями (за класифікацією NOC): | Зайнятість населення за галузями (за класифікацією NOC): | Зайнятість населення за галузями (за класифікацією NOC): |
| -------------------------------------------------------- | -------------------------------------------------------- | -------------------------------------------------------- | -------------------------------------------------------- | -------------------------------------------------------- |
|                                                          |                                                          |                                                          |                                                          |                                                          |
| Управління                                               | Управління                                               |                                                          | 11,9%                                                    | 11,9%                                                    |
| Бізнес, фінанси та адміністрування                       | Бізнес, фінанси та адміністрування                       |                                                          | 11,9%                                                    | 11,9%                                                    |
| Природничі та прикладні науки                            | Природничі та прикладні науки                            |                                                          | 2,5%                                                     | 2,5%                                                     |
| Охорона здоров'я                                         | Охорона здоров'я                                         |                                                          | 11,5%                                                    | 11,5%                                                    |
| Освіта, правозахист, муніципальні та урядові служби      | Освіта, правозахист, муніципальні та урядові служби      |                                                          | 18,3%                                                    | 18,3%                                                    |
| Мистецтво, культура, відпочинок та спорт                 | Мистецтво, культура, відпочинок та спорт                 |                                                          | 2,2%                                                     | 2,2%                                                     |
| Роздрібна торгівля та послуги                            | Роздрібна торгівля та послуги                            |                                                          | 22,3%                                                    | 22,3%                                                    |
| Гуртова торгівля, транспорт та обладнання                | Гуртова торгівля, транспорт та обладнання                |                                                          | 13,7%                                                    | 13,7%                                                    |
| Природні ресурси, сільське господарство                  | Природні ресурси, сільське господарство                  |                                                          | 4,7%                                                     | 4,7%                                                     |
| Виробництво                                              | Виробництво                                              |                                                          | 1,8%                                                     | 1,8%                                                     |

## Клімат
Середня річна температура становить 5,2°C, середня максимальна – 22,3°C, а середня мінімальна – -14,1°C. Середня річна кількість опадів – 492 мм.
| Клімат поселення                              | Клімат поселення | Клімат поселення | Клімат поселення | Клімат поселення | Клімат поселення | Клімат поселення | Клімат поселення | Клімат поселення | Клімат поселення | Клімат поселення | Клімат поселення | Клімат поселення | Клімат поселення |
| Показник                                      | Січ.             | Лют.             | Бер.             | Квіт.            | Трав.            | Черв.            | Лип.             | Серп.            | Вер.             | Жовт.            | Лист.            | Груд.            |                  |
| Середній максимум, °C                         | −0,36            | 2,61             | 6,25             | 11,60            | 16,72            | 20,88            | 22,29            | 22,30            | 17,25            | 12,05            | 4,55             | 0,38             |                  |
| Середня температура, °C                       | −7,23            | −4,25            | −0,6             | 4,75             | 9,86             | 14,02            | 16,85            | 16,87            | 11,80            | 6,62             | −0,88            | −5,09            |                  |
| Середній мінімум, °C                          | −14,07           | −11,11           | −7,47            | −2,12            | 3,00             | 7,15             | 11,40            | 11,44            | 6,37             | 1,17             | −6,33            | −10,52           |                  |
| Норма опадів, мм                              | 21               | 21               | 35               | 40               | 74               | 91               | 40               | 45               | 51               | 27               | 25               | 22               |                  |
| Середньомісячна швидкість вітру, м/с          | 4.77             | 4.36             | 4.59             | 4.51             | 4.40             | 4.06             | 3.60             | 3.50             | 3.80             | 4.40             | 4.72             | 4.81             |                  |
| Середньомісячна сонячна радіація, кДж/м²·день | 4402             | 7891             | 13020            | 17206            | 20725            | 21968            | 23770            | 20361            | 14692            | 8931             | 4792             | 3584             |                  |
| --------------------------------------------- | ---------------- | ---------------- | ---------------- | ---------------- | ---------------- | ---------------- | ---------------- | ---------------- | ---------------- | ---------------- | ---------------- | ---------------- | ---------------- |
| Джерело:                                      |                  |                  |                  |                  |                  |                  |                  |                  |                  |                  |                  |                  |                  |

## Відомі люди
- Фей Рей (1907 — 2004) — американська акторка.